# شهرستان اگلتروپ (جورجیا)
شهرستان اگلتروپ، جورجیا (به انگلیسی: Oglethorpe County, Georgia) یک سکونتگاه مسکونی در ایالات متحده آمریکا است که در جورجیا واقع شده‌است.

## خصوصیات
شهرستان اگلتروپ ۱٬۱۴۴٫۷۸ کیلومترمربع مساحت دارد.